# Jakob Robert Billeter
Jakob Robert Billeter (Görz, 24 september 1857 - Zürich, 23 februari 1917), was een Zwitsers politicus.
Jakob Robert Billeter was de zoon van een grootindustrialist. Hij volgde een middelbareschoolopleiding en daarna een opleiding tot bankier. Hij was nadien in het bankwezen werkzaam. Van 1879 tot 1881 was hij voorzitter van de Vereniging van Kooplieden van de stad Zürich. Van 1886 tot 1896 was hij redacteur van de invloedrijke krant Neue Zürcher Zeitung.
Jakob Robert Billeter deed zijn intrede in de politiek. Hij was lid van de Vrijzinnig Democratische Partij (FDP) en van 1892 tot 1896 was hij lid van de gemeenteraad (Grosse Stadtrat) en van 1896 tot 1900 en van 1901 tot 1909 was hij als wethouder gemeentebelastingen en financiën lid van de stadsregering (Kleine Stadtrat). In 1899 werd Billeter tevens lid van de Kantonsraad (kantonsparlement) van het kanton Zürich en in 1911 werd hij ook in de Nationale Raad (tweede kamer federaal parlement).
Jakob Robert Billeter werd in 1909 tot stadspresident van Zürich (dat wil zeggen burgemeester) gekozen. Hij bleef stadspresident tot zijn overlijden. Tijdens zijn stadspresidentschap voerde hij een belastinghervorming door en bevorderde hij de kunst en wetenschappen.